# Лёри
Лёри́ (фр. Leury) — коммуна во Франции, находится в регионе Пикардия. Департамент коммуны — Эна. Входит в состав кантона Суасон-1. Округ коммуны — Суасон.
Код INSEE коммуны — 02424.

## Население
Население коммуны на 2010 год составляло 104 человека.
| 1962 | 1968 | 1975 | 1982 | 1990 | 1999 | 2010 |
| ---- | ---- | ---- | ---- | ---- | ---- | ---- |
| 123  | 120  | 101  | 139  | 135  | 113  | 104  |

## Экономика
В 2010 году среди 72 человек трудоспособного возраста (15—64 лет) 48 были экономически активными, 24 — неактивными (показатель активности — 66,7 %, в 1999 году было 73,3 %). Из 48 активных жителей работали 45 человек (24 мужчины и 21 женщина), безработных было 3 (3 мужчин и 0 женщин). Среди 24 неактивных 6 человек были учениками или студентами, 13 — пенсионерами, 5 были неактивными по другим причинам.